# وان تشاي
وان تشاي ((بالصينية: 灣仔)) هي إحدى مدن إقليم هونغ كونغ. تعد المدينة من أنشط وأزحم المدن تجارياً في الإقليم حيث تتخذ منها الكثير من الشركات المتوسطة مقراً. القسم الشمالي من المدينة والمعروف بوان تشاي الشمالية يزخر بالأبراج المكتبية، الحدائق، الفنادق وبه مركزاً للمعارض الدولية.
وان تشاي هي من أولى المدن في هونغ كونغ والكثافة السكانية فيها عالية جداً.

## الأسماء السابقة
كان أسم المنطقة سابقاً ها وان (下環) وهذا الاسم يعني حرفياً الدائرة السفلية حيث كانت من أولى المناطق، لاحقاً تغير الاسم إلى الاسم الحالي وهو وان تشاي ويعني الخليج الصغير باللغة الصينية.